# NGC 7835
NGC 7835 ist eine Galaxie vom Hubble-Typ S? im Sternbild Fische auf der Ekliptik. Sie ist schätzungsweise 535 Millionen Lichtjahre von der Milchstraße entfernt und hat einen Durchmesser von etwa 75.000 Lichtjahren. 

Im gleichen Himmelsareal befinden sich u. a. die Galaxien NGC 7834, NGC 7837, NGC 7838, NGC 7840.
Das Objekt wurde am 29. November 1864 vom deutschen Astronomen Albert Marth entdeckt.